# Vidalasia murina
Vidalasia murina är en måreväxtart som först beskrevs av William Grant Craib, och fick sitt nu gällande namn av Deva D. Tirvengadum. Vidalasia murina ingår i släktet Vidalasia och familjen måreväxter.
Artens utbredningsområde är Thailand. Inga underarter finns listade i Catalogue of Life.